# AIDS Memorial Grove

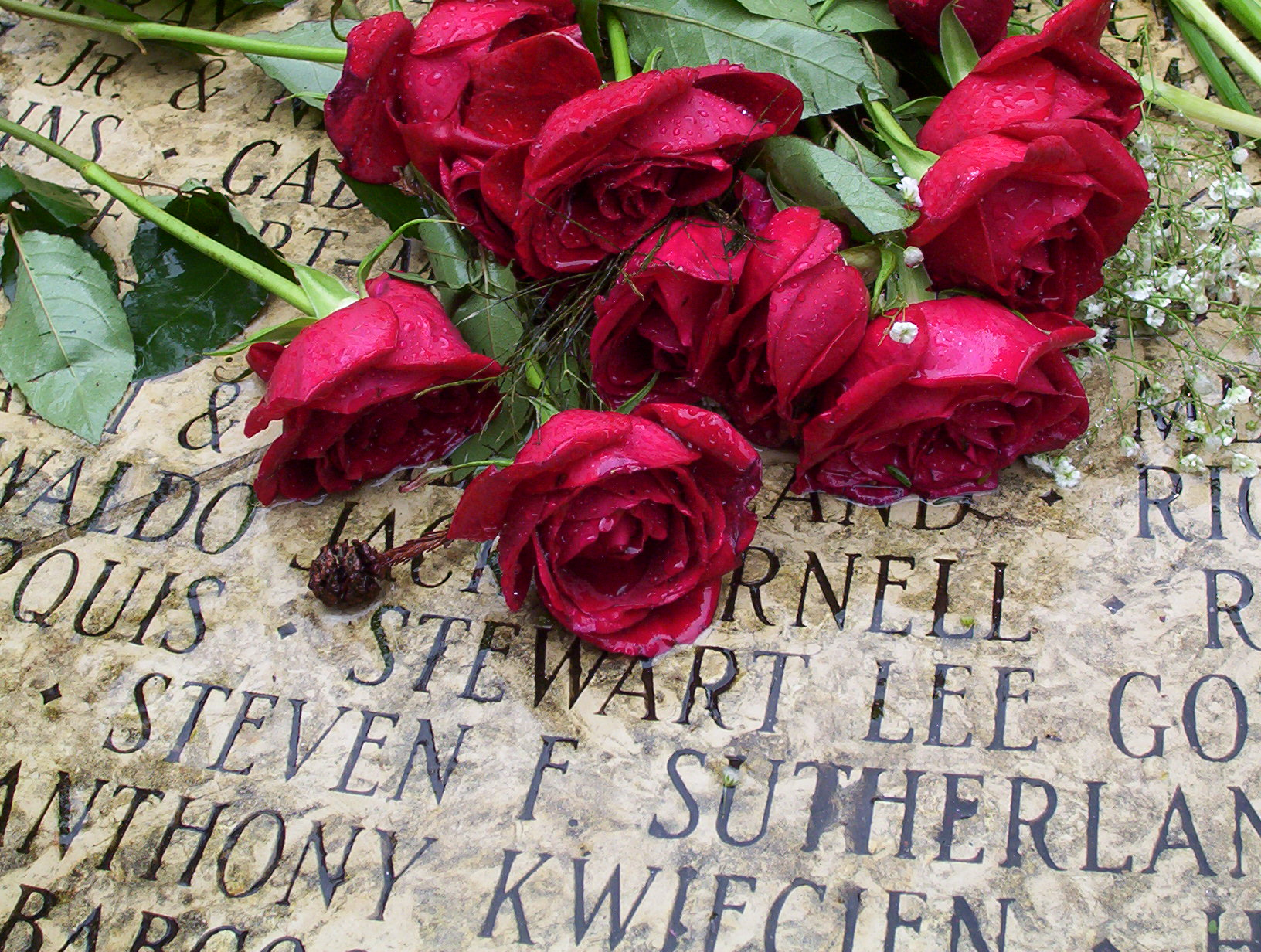
Gedenkstein im AIDS Memorial Grove

Der AIDS Memorial Grove ist ein ca. 28.000 m² großes, bewaldetes Tal im Golden Gate Park, San Francisco, das den Menschen gewidmet ist, die an den Folgen von AIDS gestorben sind. Außerdem dient es zur Unterstützung derer, die mit AIDS leben und deren Familienangehörigen und Pflegekräften. 
Die Entwicklung der Gedenkstätte begann im Jahr 1991 im früheren Laveaga Tal. Im Jahr 1996 wurde sie zum National Memorial. Das AIDS Memorial Grove gehört der Stadt San Francisco und wird auch von ihr verwaltet, ist aber ein angeschlossener Bereich des National Park Service.  